# The Witness (film, 2018)
Pour les articles homonymes, voir The Witness.
Pour plus de détails, voir Fiche technique et Distribution.
The Witness (hangeul : 목격자 ; RR : Mokgyeokja ; littéralement, « Témoin oculaire ») est un thriller sud-coréen réalisé par Jo Kyoo-jang, sorti en 2018.

## Synopsis
Sang-hoon est un salarié moyen qui vit dans une résidence avec sa femme et son enfant au pied d'une montagne. Une nuit, il est témoin d'un meurtre de la fenêtre de son salon et le tueur remarque également qu'il a été vu. Sang-hoon, malgré le dilemme, décide donc de ne rien dire de ce qu'il a vu. Le tueur, cependant, commence à le rechercher dans l'immeuble pour éliminer le seul témoin de cette nuit.

## Fiche technique
- Titre original : 목격자
- Titre international : The Witness
- Réalisation : Jo Kyoo-jang
- Scénario : Lee Young-jong
- Production : Oh Jung-hyun et Cha Ji-hyun
- Société de production : AD406
- Société de distribution : Next Entertainment World
- Pays d’origine :  Corée du Sud
- Langue originale : coréen
- Format : couleur
- Genre : thriller
- Durée : 111 minutes
- Date de sortie :
  - Corée du Sud : 15 août 2018

## Distribution
- Lee Sung-min (en) : Sang-hoon
- Kim Sang-ho (en) : Jae-yeob
- Jin Kyung : Soo-jin
- Kwak Si-yang : Tae-ho
- Kim Sung-kyun (en)
- Park Bom
- Shin Seung-hwan (en)
- Lee Min-woong
- Bae Jung-hwa
- Yeon Je-wook
- Park Ji-hoo : Ye-seul

## Production
Le tournage commence le 23 septembre 2017 et se termine le 30 décembre 2017 à Paju dans le Gyeonggi.

## Accueil

### Sortie
The Witness sort le 15 août 2018 au Corée du Sud.

### Box-office
Le film attire plus de 360 mille spectateurs le premier jour de sa sortie et termine troisième derrière The Spy Gone North (공작) et Along With the Gods : Les 49 Derniers Jours (신과함께-인과 연). Cependant, il réussit à dominer le box-office pour sa deuxième journée d'exploitation,. Selon le Conseil du film coréen, il passe le cap du million de spectateurs en quatre jours.